# Populus alaschanica
Populus alaschanica là một loài thực vật có hoa trong họ Liễu. Loài này được Kom. miêu tả khoa học đầu tiên năm 1914.